# 李丹
李丹（り たん、1965年6月29日 - ）は、中華人民共和国・桂林出身の女優。レディバード所属。日本大学芸術学部卒業。特技は中国舞踊で他に北京語・広東語・フランス語が出来る。

## 出演

### 舞台
- 上海パンスキング～ファイナル公演（1994年）
- 三姉妹を追放されたしトゥーゼンバブの物語（2002年）
- 浅草パラダイス
- 狂風記
- セツアンの善人（2001年）
- 水の戯れ（竹中直人の会 第7回公演）
- お目出たい人（2024年公演予定）[1]

### 映画
- 唐獅子 姐御（1994年）
- 不法滞在（1996年）
- 女優霊（1996年）
- 無国籍の男 血の収穫（1997年）
- 酔夢夜景（1998年）
- 極道の妻たち 決着（1998年）
- 日本黒社会 LEY LINES（1999年）
- man-hole（2000年）
- 実録・日本極道列伝 極道者（2002年）
- 輪舞曲 〜ロンド〜（2003年）
- 歌舞伎町案内人（2004年）
- 巨乳をビジネスにした男（2007年）
- 岸和田少年愚連隊 カオルちゃん最強伝説 中華街のロミオとジュリエット（2007年） - 黄玲玉

### テレビ
- 土曜ワイド劇場「家政婦は見た!19 エリートビジネスマン二つの顔の秘密」（2001年2月、テレビ朝日） - 陳美玲
- 流転の王妃・最後の皇弟（2003年、テレビ朝日）
- 金曜エンタテイメント「おばさんデカ 桜乙女の事件帖12」（2003年12月、フジテレビ）
- 月曜ミステリー劇場「湯の町コンサルタント4恋しの湯伝説殺人事件」（2006年、TBS）- 愛子（林愛華）
- 「宮廷の諍い女」（2011年) - 甄（甄嬛の母親）
- 水曜ミステリー9「ソタイ 組織犯罪対策課」（2014年11月12日、テレビ東京） - NPO法人「ピープルハンド」理事 梁紅華

### ゲーム
- デメント（2005年）モーションアクター（ダニエラ役）